# Сиднеј
Сиднеј (енгл. Sydney изговор: /ˈsɪdni/) је главни град аустралијске државе Нови Јужни Велс (енгл. New South Wales). Сиднеј је највећи град по површини у јужној хемисфери и најнасељенији град у Аустралији. Према попису из 2022. у граду је живело 5.297.089 становника, од чега 170.000 станује у централној зони (city of Sydney). Артур Филип, вођа Прве флоте, основао је прву европску колонију 1788. у Сиднејској ували.
Сиднеј се налази у југоисточном делу аустралијске обале. Изграђен је око залива Порт Џексон. Сиднеј је највећи финансијски центар Аустралије. Водеће привредне гране су пословне услуге, производња, туризам, медији и здравство.
Сиднеј је веома важна светска туристичка дестинација, познат по плажама и две знаменитости - Сиднејској опери и Сиднејском лучком мосту. Град је окружен националним парковима и многобројним заливима, рекама и увалама. Према истраживању из 1999, Универзитет Лоубороу класификује Сиднеј као бета град са 9 поена - на истом нивоу са Сан Франциском, Торонтом и Цирихом. Сиднеј је био домаћин многих спортских, културних и политичких догађаја и приредби попут Игара Комонвелта 1938, Летњих олимпијских игара 2000., Рагби купа 2003 као и самита АПЕК-а 2007. а 2008. у Сиднеју је одржан Светски дан младих.
Према истраживању о трошковима живота, Сиднеј је најскупљи град у Аустралији и 21. најскупљи град на свету.

## Географија
На нивоу Аустралије Сиднеј је удаљен:
- 286 км од главног града Аустралије, Канбере
- 881 км од Мелбурна
- 938 км од Бризбејна
- 1406 км од Аделејда
- 3970 км од Перта

Сиднеј је смјештен на југоистоку Аустралије, око залива Ботани Беј. Залив је подељен на много мањих залива. Унутрашњи део залива назван Порт Џексон је највећа природна лука на свету. Погодна лука је основни узрок настанка града на том месту. Постоји много пешчаних плажа, од којих је најпознатија Бонди.
Јужни део града (јужно од залива) је равница Камберланд Плејн. Северно од залива је брежуљкасти простор Хорнсби Плетју, који досеже и 200 м надморске висине. У позадини је града планина Блу Моунтејнс са познатим стрмим стенама и остацима културе Абориџина које су на листи Светске баштине УНЕСК–а.

### Клима
Клима Сиднеја је влажна суптропска са много падавина и малим годишњим разликама у температури. Најнижа зимска температура ретко пада испод 8 °C, а највиша летња ретко прелази 32 °C.
Упркос репутације града да има изобиље сунчаних дана, Сиднеј је подложан влажним и често облачним временским условима током лета, који доводе до високих нивоа влажности и облачног неба. Град је заправо сунчанији током зиме и пролећа, кад су временски услови хладни али пријатни. У синдејског примарној временској станици на Опсервационом брду, екстремне температуре су у опсегу од 45,8 °C (114,4 °F) дана 18. јануара 2013. до 2,1 °C (35,8 °F) дана 22. јуна 1932. У просеку 14,9 дана годишње имају температуре од или изнад 30 °C (86 °F) у центру града. У контрасту с тим, метрополитанска област има у просеку 35 до 65 дана, у зависности од предграђа. Највиша минимална температура забележена у центру града је 27,6 °C (82 °F) у фебруару 2011, док је најнижа максимална температура 7,7 °C (46 °F) забележена јула 1868.
Временске прилике су ублажене близином океана, и екстремније температуре су забележене на западним острвским предграђима. У Сиднеју долази до испољавања ефекта урбаног топлотног острва. То чини одређене делове града у већој мери подложним екстремним топлотама. У касном пролећу и током лета, температуре преко 35 °C (95 °F) нису неуобичајене, мада топле, суве услове обично окончавају јужни ветрови. Те моћне олује доносе јаке ветрове и брз пад температуре, чему следе краткотрајне тешке кише и грмљавина. Услед локације острва, магла се јавља у Западном Сиднеју неколико пута током зиме. Јесен и пролеће су прелазне сезоне, при чему у пролеће долази до већих температурних варијација него у јесен.
Падавине имају умерену до ниске варијабилности и трају више месеци, мада су нешто више изражене током прве половине године. Током периода 1990–1999, Сиднеј је имао око 20 олуја са грмљавином годишње. У касну јесен и током зиме, ниског притисак на источној обали могу да донесу велике количине кише, посебно у централном пословном дистрикту. У зависности од смера ветра, летње време може да буде влажно или суво, при чему касни летњи/јесењи период има повишену просечну влажност и росишта од касног пролећа/раног лета. Током лета, највећи део кише потиче од олуја са грмљавином, а током зиме од хладних фронтова. Снежне падавине су задњи пут забележене у Сиднејској области 1836. године, мада су јесењи град, или мекану тучу, многи погрешно поистоветили са снегом, у јулу 2008, те је могуће да догађај из 1836 исто тако није био снег.
Град је ретко под утицајем циклона, мада остаци циклона утичу на град. Јужне осцилације Ел Ниња имају важну улогу у одређивању сиднејских временских образаца: суша и шумских пожара с једне стране, и олуја и поплава с друге, који су везани за супротне фазе осцилације. Многе области града које се граниче са шикарама су биле суочене са шумским пожарима, који се јављају током пролећа и лета. Град је исто тако подложан јаком олујама. Једна такова олуја је била олуја с градом из 1999, која је произвела масивне комада града до 9 cm (3,5 in) у пречнику.
Завод за метеорологију је известио да су у периоду од 2002 до 2005 лета била најтоплија у записаној историји Сиднеја, која је започела 1859. године. Лето 2007–08 је међутим било најхладније од 1996–97 и једино је лето у овом веку које је било на или испод просечне температуре. Године 2009, суви временски услови су донели јаку олују прашине у источну Аустралију.
Просечна годишња температура мора је у опсегу од 18,5 °C (65,3 °F) у септембру до 23,7 °C (74,7 °F) у фебруару.
| Клима Сиднеја (Сиднејска опсерваторија)                                  | Клима Сиднеја (Сиднејска опсерваторија) | Клима Сиднеја (Сиднејска опсерваторија) | Клима Сиднеја (Сиднејска опсерваторија) | Клима Сиднеја (Сиднејска опсерваторија) | Клима Сиднеја (Сиднејска опсерваторија) | Клима Сиднеја (Сиднејска опсерваторија) | Клима Сиднеја (Сиднејска опсерваторија) | Клима Сиднеја (Сиднејска опсерваторија) | Клима Сиднеја (Сиднејска опсерваторија) | Клима Сиднеја (Сиднејска опсерваторија) | Клима Сиднеја (Сиднејска опсерваторија) | Клима Сиднеја (Сиднејска опсерваторија) | Клима Сиднеја (Сиднејска опсерваторија) |
| Показатељ \ Месец                                                        | .Јан.                                   | .Феб.                                   | .Мар.                                   | .Апр.                                   | .Мај.                                   | .Јун.                                   | .Јул.                                   | .Авг.                                   | .Сеп.                                   | .Окт.                                   | .Нов.                                   | .Дец.                                   | .Год.                                   |
| ------------------------------------------------------------------------ | --------------------------------------- | --------------------------------------- | --------------------------------------- | --------------------------------------- | --------------------------------------- | --------------------------------------- | --------------------------------------- | --------------------------------------- | --------------------------------------- | --------------------------------------- | --------------------------------------- | --------------------------------------- | --------------------------------------- |
| Апсолутни максимум, °C (°F)                                              | 45,8 (114,4)                            | 42,1 (107,8)                            | 39,8 (103,6)                            | 34,2 (93,6)                             | 30,0 (86)                               | 26,9 (80,4)                             | 26,5 (79,7)                             | 31,3 (88,3)                             | 34,6 (94,3)                             | 38,2 (100,8)                            | 41,8 (107,2)                            | 42,2 (108)                              | 45,8 (114,4)                            |
| Максимум, °C (°F)                                                        | 26,5 (79,7)                             | 26,5 (79,7)                             | 25,4 (77,7)                             | 23,3 (73,9)                             | 20,6 (69,1)                             | 18,0 (64,4)                             | 17,4 (63,3)                             | 18,9 (66)                               | 21,2 (70,2)                             | 22,8 (73)                               | 23,8 (74,8)                             | 25,5 (77,9)                             | 22,5 (72,5)                             |
| Просек, °C (°F)                                                          | 23,0 (73,4)                             | 23,1 (73,6)                             | 21,7 (71,1)                             | 20,7 (69,3)                             | 16,5 (61,7)                             | 13,9 (57)                               | 13,0 (55,4)                             | 14,3 (57,7)                             | 16,6 (61,9)                             | 18,6 (65,5)                             | 20,0 (68)                               | 21,9 (71,4)                             | 18,5 (65,3)                             |
| Минимум, °C (°F)                                                         | 19,6 (67,3)                             | 19,7 (67,5)                             | 18,1 (64,6)                             | 15,3 (59,5)                             | 12,5 (54,5)                             | 9,8 (49,6)                              | 8,7 (47,7)                              | 9,7 (49,5)                              | 12,0 (53,6)                             | 14,4 (57,9)                             | 16,3 (61,3)                             | 18,3 (64,9)                             | 14,5 (58,1)                             |
| Апсолутни минимум, °C (°F)                                               | 10,6 (51,1)                             | 9,6 (49,3)                              | 9,3 (48,7)                              | 7,0 (44,6)                              | 4,4 (39,9)                              | 2,1 (35,8)                              | 2,2 (36)                                | 2,7 (36,9)                              | 4,9 (40,8)                              | 5,7 (42,3)                              | 7,7 (45,9)                              | 9,1 (48,4)                              | 2,1 (35,8)                              |
| Количина кише, mm (in)                                                   | 96,0 (3,78)                             | 136,6 (5,378)                           | 109,4 (4,307)                           | 137,0 (5,394)                           | 117,6 (4,63)                            | 117,8 (4,638)                           | 80,8 (3,181)                            | 91,8 (3,614)                            | 69,2 (2,724)                            | 82,2 (3,236)                            | 104,8 (4,126)                           | 79,4 (3,126)                            | 1.222,7 (48,138)                        |
| Дани са кишом                                                            | 12,3                                    | 12,9                                    | 13,3                                    | 11,1                                    | 12,2                                    | 10,5                                    | 10,2                                    | 8,4                                     | 8,8                                     | 11,1                                    | 12,7                                    | 11,2                                    | 134,7                                   |
| Поподневна релативна влажност, %                                         | 61                                      | 62                                      | 60                                      | 59                                      | 58                                      | 56                                      | 52                                      | 48                                      | 50                                      | 53                                      | 57                                      | 58                                      | 56,2                                    |
| Сунчани сати — месечни просек                                            | 235,6                                   | 202,4                                   | 213,9                                   | 207,0                                   | 195,3                                   | 177,0                                   | 204,6                                   | 244,9                                   | 237,0                                   | 244,9                                   | 228,0                                   | 244,9                                   | 2.635,5                                 |
| Сунчано време — месечни проценти                                         | 53                                      | 54                                      | 56                                      | 61                                      | 59                                      | 60                                      | 65                                      | 72                                      | 66                                      | 61                                      | 55                                      | 55                                      | 59,8                                    |
| Извор #1: Завод за метеорологију (1981-2010 просеци, записи 1861-)       |                                         |                                         |                                         |                                         |                                         |                                         |                                         |                                         |                                         |                                         |                                         |                                         |                                         |
| Извор #2: Завод за метеорологију, Аеродром Кингсфорд Смит (сунчани сати) |                                         |                                         |                                         |                                         |                                         |                                         |                                         |                                         |                                         |                                         |                                         |                                         |                                         |

| Клима аеродрома Кингсфорд Смит (источни Сиднеј)                      | Клима аеродрома Кингсфорд Смит (источни Сиднеј) | Клима аеродрома Кингсфорд Смит (источни Сиднеј) | Клима аеродрома Кингсфорд Смит (источни Сиднеј) | Клима аеродрома Кингсфорд Смит (источни Сиднеј) | Клима аеродрома Кингсфорд Смит (источни Сиднеј) | Клима аеродрома Кингсфорд Смит (источни Сиднеј) | Клима аеродрома Кингсфорд Смит (источни Сиднеј) | Клима аеродрома Кингсфорд Смит (источни Сиднеј) | Клима аеродрома Кингсфорд Смит (источни Сиднеј) | Клима аеродрома Кингсфорд Смит (источни Сиднеј) | Клима аеродрома Кингсфорд Смит (источни Сиднеј) | Клима аеродрома Кингсфорд Смит (источни Сиднеј) | Клима аеродрома Кингсфорд Смит (источни Сиднеј) |
| Показатељ \ Месец                                                    | .Јан.                                           | .Феб.                                           | .Мар.                                           | .Апр.                                           | .Мај.                                           | .Јун.                                           | .Јул.                                           | .Авг.                                           | .Сеп.                                           | .Окт.                                           | .Нов.                                           | .Дец.                                           | .Год.                                           |
| -------------------------------------------------------------------- | ----------------------------------------------- | ----------------------------------------------- | ----------------------------------------------- | ----------------------------------------------- | ----------------------------------------------- | ----------------------------------------------- | ----------------------------------------------- | ----------------------------------------------- | ----------------------------------------------- | ----------------------------------------------- | ----------------------------------------------- | ----------------------------------------------- | ----------------------------------------------- |
| Апсолутни максимум, °C (°F)                                          | 46,4 (115,5)                                    | 42,6 (108,7)                                    | 41,2 (106,2)                                    | 35,7 (96,3)                                     | 30,0 (86)                                       | 26,8 (80,2)                                     | 27,0 (80,6)                                     | 31,1 (88)                                       | 35,6 (96,1)                                     | 39,1 (102,4)                                    | 43,4 (110,1)                                    | 43,2 (109,8)                                    | 46,4 (115,5)                                    |
| Максимум, °C (°F)                                                    | 26,6 (79,9)                                     | 26,4 (79,5)                                     | 25,3 (77,5)                                     | 22,9 (73,2)                                     | 20,1 (68,2)                                     | 17,6 (63,7)                                     | 17,1 (62,8)                                     | 18,4 (65,1)                                     | 20,6 (69,1)                                     | 22,7 (72,9)                                     | 24,1 (75,4)                                     | 25,8 (78,4)                                     | 22,3 (72,14)                                    |
| Минимум, °C (°F)                                                     | 18,9 (66)                                       | 19,1 (66,4)                                     | 17,6 (63,7)                                     | 14,3 (57,7)                                     | 11,0 (51,8)                                     | 8,7 (47,7)                                      | 7,2 (45)                                        | 8,2 (46,8)                                      | 10,5 (50,9)                                     | 13,3 (55,9)                                     | 15,5 (59,9)                                     | 17,6 (63,7)                                     | 13,49 (56,29)                                   |
| Апсолутни минимум, °C (°F)                                           | 9,7 (49,5)                                      | 11,2 (52,2)                                     | 7,4 (45,3)                                      | 6,1 (43)                                        | 3,0 (37,4)                                      | 1,0 (33,8)                                      | −0,1 (31,8)                                     | 1,2 (34,2)                                      | 2,3 (36,1)                                      | 4,8 (40,6)                                      | 5,9 (42,6)                                      | 8,2 (46,8)                                      | −0,1 (31,8)                                     |
| Количина кише, mm (in)                                               | 79,4 (3,126)                                    | 118,4 (4,661)                                   | 88,4 (3,48)                                     | 118,9 (4,681)                                   | 106,2 (4,181)                                   | 100,1 (3,941)                                   | 72,6 (2,858)                                    | 73,7 (2,902)                                    | 61,8 (2,433)                                    | 63,9 (2,516)                                    | 85,1 (3,35)                                     | 73,6 (2,898)                                    | 1,042 (41,024)                                  |
| Дани са кишом (≥ 0.2mm)                                              | 10,9                                            | 12,1                                            | 12,1                                            | 10,5                                            | 11,8                                            | 10,3                                            | 9,8                                             | 8,1                                             | 8,3                                             | 10,5                                            | 11,7                                            | 10,7                                            | 126,8                                           |
| Поподневна релативна влажност, %                                     | 59                                              | 62                                              | 60                                              | 60                                              | 59                                              | 57                                              | 53                                              | 48                                              | 49                                              | 52                                              | 57                                              | 57                                              | 56,1                                            |
| Извор #1: Завод за метеорологију (1981–2010 averages, records 1939–) |                                                 |                                                 |                                                 |                                                 |                                                 |                                                 |                                                 |                                                 |                                                 |                                                 |                                                 |                                                 |                                                 |
| Извор #2:                                                            |                                                 |                                                 |                                                 |                                                 |                                                 |                                                 |                                                 |                                                 |                                                 |                                                 |                                                 |                                                 |                                                 |

| Клима аеродрома Банкстаун (шири западни Сиднеј) | Клима аеродрома Банкстаун (шири западни Сиднеј) | Клима аеродрома Банкстаун (шири западни Сиднеј) | Клима аеродрома Банкстаун (шири западни Сиднеј) | Клима аеродрома Банкстаун (шири западни Сиднеј) | Клима аеродрома Банкстаун (шири западни Сиднеј) | Клима аеродрома Банкстаун (шири западни Сиднеј) | Клима аеродрома Банкстаун (шири западни Сиднеј) | Клима аеродрома Банкстаун (шири западни Сиднеј) | Клима аеродрома Банкстаун (шири западни Сиднеј) | Клима аеродрома Банкстаун (шири западни Сиднеј) | Клима аеродрома Банкстаун (шири западни Сиднеј) | Клима аеродрома Банкстаун (шири западни Сиднеј) | Клима аеродрома Банкстаун (шири западни Сиднеј) |
| Показатељ \ Месец                               | .Јан.                                           | .Феб.                                           | .Мар.                                           | .Апр.                                           | .Мај.                                           | .Јун.                                           | .Јул.                                           | .Авг.                                           | .Сеп.                                           | .Окт.                                           | .Нов.                                           | .Дец.                                           | .Год.                                           |
| ----------------------------------------------- | ----------------------------------------------- | ----------------------------------------------- | ----------------------------------------------- | ----------------------------------------------- | ----------------------------------------------- | ----------------------------------------------- | ----------------------------------------------- | ----------------------------------------------- | ----------------------------------------------- | ----------------------------------------------- | ----------------------------------------------- | ----------------------------------------------- | ----------------------------------------------- |
| Апсолутни максимум, °C (°F)                     | 46,1 (115)                                      | 44,5 (112,1)                                    | 41,6 (106,9)                                    | 36,9 (98,4)                                     | 28,8 (83,8)                                     | 25,4 (77,7)                                     | 26,7 (80,1)                                     | 30,2 (86,4)                                     | 35,6 (96,1)                                     | 39,7 (103,5)                                    | 43,1 (109,6)                                    | 43,6 (110,5)                                    | 46,1 (115)                                      |
| Максимум, °C (°F)                               | 28,3 (82,9)                                     | 27,9 (82,2)                                     | 26,3 (79,3)                                     | 23,7 (74,7)                                     | 20,5 (68,9)                                     | 17,8 (64)                                       | 17,3 (63,1)                                     | 19,0 (66,2)                                     | 21,6 (70,9)                                     | 23,9 (75)                                       | 25,4 (77,7)                                     | 27,4 (81,3)                                     | 23,3 (73,9)                                     |
| Минимум, °C (°F)                                | 18,2 (64,8)                                     | 18,2 (64,8)                                     | 16,3 (61,3)                                     | 12,7 (54,9)                                     | 9,5 (49,1)                                      | 6,8 (44,2)                                      | 5,2 (41,4)                                      | 6,0 (42,8)                                      | 8,7 (47,7)                                      | 11,8 (53,2)                                     | 14,4 (57,9)                                     | 16,7 (62,1)                                     | 12,0 (53,6)                                     |
| Апсолутни минимум, °C (°F)                      | 10,4 (50,7)                                     | 10,0 (50)                                       | 7,8 (46)                                        | 2,4 (36,3)                                      | 1,3 (34,3)                                      | −1,9 (28,6)                                     | −4,0 (24,8)                                     | −0,7 (30,7)                                     | 0,0 (32)                                        | 4,4 (39,9)                                      | 6,8 (44,2)                                      | 6,3 (43,3)                                      | −4,0 (24,8)                                     |
| Количина падавина, mm (in)                      | 93,4 (3,677)                                    | 103,1 (4,059)                                   | 99,9 (3,933)                                    | 86,0 (3,386)                                    | 65,7 (2,587)                                    | 80,9 (3,185)                                    | 44,8 (1,764)                                    | 50,9 (2,004)                                    | 43,7 (1,72)                                     | 58,9 (2,319)                                    | 77,6 (3,055)                                    | 68,0 (2,677)                                    | 876,6 (34,512)                                  |
| Дани са падавинама (≥ 0.2 mm)                   | 11,1                                            | 10,9                                            | 11,4                                            | 9,2                                             | 9,4                                             | 9,4                                             | 8,1                                             | 7,3                                             | 7,7                                             | 9,0                                             | 10,9                                            | 9,8                                             | 114,2                                           |
| Релативна влажност, %                           | 54                                              | 57                                              | 55                                              | 54                                              | 55                                              | 55                                              | 50                                              | 44                                              | 45                                              | 48                                              | 52                                              | 51                                              | 52                                              |
| Извор:                                          |                                                 |                                                 |                                                 |                                                 |                                                 |                                                 |                                                 |                                                 |                                                 |                                                 |                                                 |                                                 |                                                 |

## Историја
Простор данашњег Сиднеја су пре 40.000 година насељавали аустралијски староседеоци Абориџини. Проналазач Аустралије, Џејмс Кук, је 1770. први пут стигао на тло Аустралије у заливу Ботани Беј на простору данашњег Сиднеја. Град је основао британски адмирал Артур Филип 1788. године као прво британско насеље на простору Аустралије. Филип је град назвао Њу Албион, али је касније преименован у „Сиднеј“ према британском министру унутрашњих послова Томасу Таунсхенду, лорду од Сиднеја. Европљани су уништили стара насеља Абориџина који су настрадали због болести на које нису били имуни.
У првим годинама постојања града дошло је до сукоба између гувернера и војних официра, што је била једина војна побуна у аустралијској историји. Средином 19. века откривено је злато у Батхурст, 150 км од Сиднеја, због чега су у Сиднеј дошли многи насељеници те је град од 1850. до 1870. нарастао са 40.000 на 200.000 становника.
Откриће злата било је главни подстицај развоју Сиднеја. Град је постао већи од тадашњег главног аустралијског града Мелбурна те је желео постати главни град. Дошло је до сукоба између два града па је склопљен компромис према којем је главни град постала Канбера између њих.
У 20. веку Сиднеј се индустријализира и брзо расте те премашује број од 1 милион становника. 1932. је изграђен познати Сиднејски лучки мост, а 1973. је изграђена Сиднејска опера.

## Становништво
Према попису, у граду је 2006. живело 3.641.422 становника.
| 1991.     | 1996.     | 2001.     | 2006.     |
| --------- | --------- | --------- | --------- |
| 3.097.956 | 3.276.207 | 3.502.301 | 3.641.422 |

Према попису из 2006. године у широј зони Сиднеја је било 4.119.190 становника, од којих је 3.641.422 живело у урбаном подручју града. Унутрашњи Сиднеј је једно од најгушће насељених места у Аустралији са густином насељености од 4.023 становника/km². 
У Сиднеју је највише, наравно послије Аустралаца, Енглеза, Ираца, Шкота и Кинеза. Такође 1,1% становништва Сиднеја су аутохтоног порекла, док је 31,7% рођено ван града. Азијски Аустралијанци чине 16,9% становништва Сиднеја.
Већини становника је матерњи језик енглески, али има и оних који причају друге језике, од којих се највише прича арапски, кинески (углавном канотнски и мандарински) и грчки. Сиднеј је седми по реду град на свијету по броју страних имиграната. Имигранти су заслужни за годишњи раст становништва Сиднеја од 75%.
34,12% становништва Сиднеја је преко 65 година. 15,2% популације овог града је најмање дипломирало. 2006. 64% становништва овог града су идентификовани као хришћани, 14,1% су атеисти, 10,4% се није изјаснило о вери, 3,9% су били муслимани, 3,7% будисти, 1,7% хиндуси, 0,9% Јевреји и 0,4% су били Срби.

## Знаменитости
Сиднејска опера данског архитекте Јерна Уцона најпознатија је грађевина у Сиднеју. Саграђена је у експресионистичком стилу. Друга позната грађевина у Сиднеју је Сиднејски лучки мост чији је пројектант енглески инжењер Ралф Фриман. Град има три ботаничке баште од којих је најпознатија Краљевска ботаничка башта. Сиднејски торањ је висок 305 м, те је други по висини у Аустралији и трећи по висини на Јужној хемисфери.

## Култура
Сиднеј је домаћин многих фестивала и највећих културних и друштвених догађаја у Аустралији. Ту спадају Сиднејски фестивал, највећи фестивал уметности у Аустралији, Двогодишњи фестивал који је основан 1973, Биг деј аут је путујући рок фестивал који је настао у Сиднеју, Сиднејски геј и лезбијски марди гра дуж улице Оксфорд, Сиднејски филмски фестивал и многи други мањи филмски фестивали.
Према једном истраживању Сиднеј је девети на списку највећих модних градова 2009. године. У овом граду се одржава Аустралијска недеља моде. Многи међународни дизајнери живе у Сиднеју.

## Градска структура

### Архитектура
Како је повећавало благостање насеља, тако је Сиднеј након оснивања Федерације 1901. године претворио се у мегалополис, а његове зграде су постајале све више. Прва кула Сиднеја била је кула Калвула Чемберс висока 50 м (160 стопа), састојећи се од 12 спратова. Клуб комерцијалних путника, изграђен 1908. године, имао је сличну висину — 10 спратова. Зграда је изграђена од цигле и камена и срушена је 1972. године. То је означило промену изгледа Сиднеја, а након укидања ограничења висине 1960-их година почео је пораст изградње високих зграда.  

### Становање
Ринок некретнина у Сиднеју је подједнако разнолик као и његово становништво: 49,4% становника су мушкарци, 50,6% су жене, а просечна старост становништва износи 37 година. Цене некретнина у Сиднеју премашују цене у Њујорку и Паризу, чинећи их једним од највиших на свету. Град остаје најскупље тржиште становања у Аустралији: према подацима из децембра 2023. године, медијална цена куће износила је 1.595.310 америчких долара.  
У 2021. години у Сиднеју је било 1,83 милиона стамбених јединица, укључујући 900.000 (54%) самосталних кућа, 218.000 (13%) двостамбених кућа и 550.000 (33%) стамбених јединица и станова. Док су терасне куће уобичајене у унутрашњим деловима града, самосталне куће доминирају у пејзажу спољних предграђа. Због еколошких и економских притисака, примећен је тренд ка густој изградњи, са повећањем броја станова за 30% у периоду од 1996. до 2006. године. Државно становање у Сиднеју је у надлежности Владе Новог Јужног Велса. Предграђа са великим концентрацијама државног становања укључују Клејмор, Макуори Филдс, Вотерлоо и Маунт-Друитт.
У Сиднеју се може пронаћи читав низ историјских стилова становања. Редовне куће налазе се у унутрашњим приградским деловима као што су Падингтон, Рокс, Потс-Поинт и Балмејн, од којих су многи прошли кроз процес џентрификације. Ове терасне куће, посебно у приградима као што је Рокс, историјски су биле дом рударима и радницима из Сиднеја. Данас терасне куће представљају једну од највреднијих некретнина у граду. Сачуване велике викторијанске резиденције углавном се налазе у најстаријим приградским деловима, као што су Дабл-Беј, Дарлинг-Поинт, Роуз-Беј и Стратфилд.
Федералне куће, изграђене око времена Федерације 1901. године, налазе се у многим приградима који су се развили захваљујући појави железничких линија крајем 19. века, као што су Пенсхерст и Туррамура, као и у великим планираним „вртним предграђима“ као што је Хаберфилд. Раднички колибе могу се наћи у Сури-Хилсу, Редферну и Балмејну. Калифорнијски бунгала честа су појава у Ешфилду, Конкорду и Бикрофту. Веће модерне куће углавном се срећу у спољним приградима као што су Стенхоуп-Гарденс, Келливилл-Риџ, Белла-Виста на северозападу, Боссли-Парк, Абботсбери и Сесил-Хилс на западу, као и Хокстон-Парк, Харрингтон-Парк и Оран-Парк на југозападу.

## Спорт
XXVII Олимпијске игре одржане су 2000. године у Сиднеју. МОК је 1993. године изабрао Сиднеј у конкуренцији следећих градова: Пекинга, Берлина, Истанбула и Манчестера.

### Саобраћај
Аеродром Кингсфорд Смит служи Сиднеј.

## Партнерски градови
- Сан Франциско
- Хакари
- Нагоја
- Велингтон
- Гуангџоу
- Фиренца
- Портсмут
- Милано
- Исламабад
- Дили
- Њу Делхи
- Манила
- Мексико Сити
- Сеул